# ФК Јокохама
Јокохама (јап. 横浜FC) јапански је фудбалски клуб из Јокохаме.

## Име
- ФК Јокохама (јап. 横浜FC, 1999—)

## Успеси
Првенство
- Фудбалска лига Јапана: 1999, 2000.
- Џеј 2 лига: 2006.